# Periballia involucrata
Periballia involucrata är en gräsart som först beskrevs av Antonio José Cavanilles, och fick sitt nu gällande namn av Victor von Janka. Periballia involucrata ingår i släktet Periballia och familjen gräs. Inga underarter finns listade i Catalogue of Life.